# Втора книга Паралипоменон
„Втора книга Паралипоменон“ (на иврит: דִּבְרֵי־הַיָּמִים) е библейска книга, част от раздела „Кетувим“ на еврейския „Танах“ и една от историческите книги на християнския Стар завет.
В православния канон „Втора книга Паралипоменон“ е поставена между „Първа книга Паралипоменон“ и „Първа книга на Ездра“. В еврейската Библия двете книги Паралипоменон са обединени в една книга.
Книгите Паралипоменон (буквално, „пропуснати неща“) са допълнение към четирите книги Царства, като втората описва историята от управлението на цар Соломон до края на Вавилонския плен.